# Papa Telesfor
Telesfor (n.  ?, Terranova da Sibari, Calabria, Italia – d. anii 130 d.Hr., Roma, Imperiul Roman) a fost papă al Romei din 125 până în 136. Era de origine grec și este sărbătorit pe 5 ianuarie.

## Telesfor
În primele liste de episcopi ai Romei apare pe locul al 7-lea pe lista de la Petru și pe locul al 8-lea pe lista care îl consideră papă pe Petru I.

## Origine
Liber Pontificalis menționează că Telesfor era grec de origine, cum de altfel denotă și numele său. Conform tradiției Ordinului carmeliților, Telesfor a fost pustnic pe Muntele Carmel. Unii istorici consideră că această tradiție este anacronică. În mitologia greacă, "Telesfor" este numele realizării și al însănătoșirii. 

## Realizări
Pontificatului lui Papei Telesfor a durat 11 ani, între cca. 125 și 136. Liber Pontificalis îi atribuie lui Telesfor tradiția de a sărbători Paștele în zi de duminică, postul de 7 săptămâni înaintea Paștelui și introducerea în Liturghie a imnului „Gloria in excelsis Deo” (pentru Liturghia din noaptea de Crăciun).
Orașul Saint-Télesphore, aflat în sud-vestul provinciei Quebec din Canada îi poartă numele.

## Martir
Eusebiu din Cezareea (cca. 260) afirmă că Papa Telesfor a fost martirizat în primul an al împăratului Antoninus Pius (138-139), dar este mai probabil ca acest lucru să se fi petrecut în ultimii ani ai domniei împăratului împăratul Hadrian (117-138). Sf. Irineu (cca.180) afirmă cu credibilitate că Papa Telesfor „a dat slăvită mărturie”, adică a îndurat moartea de martir.
În orice caz, Papa Telesfor este singurul papă din sec. al II-lea despre care există date credibile că a fost martirizat.